# 杜蒙特 (新澤西州)
杜蒙特（英語：Dumont）是位於美國新澤西州伯根縣的自治市鎮。

## 人口
根據2020年美國人口普查的數據，杜蒙特的面積為5.06平方千米，當中陸地面積為5.05平方千米，而水域面積為0.01平方千米。當地共有人口17863人，而人口密度為每平方千米3,530人。